# Eine kurze Geschichte der Menschheit

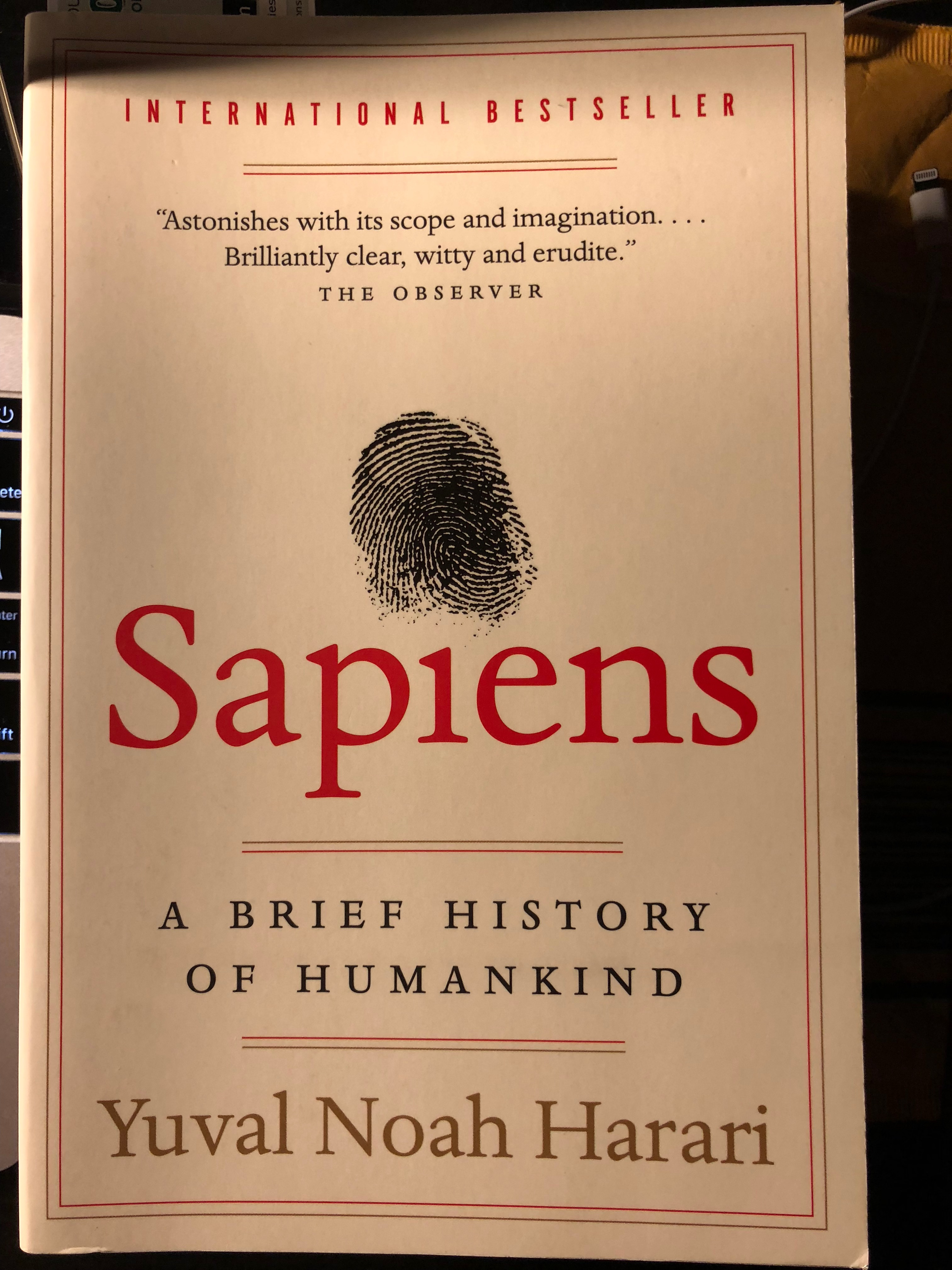

Eine kurze Geschichte der Menschheit ist ein Sachbuch von Yuval Noah Harari, Professor für Geschichte an der Hebräischen Universität Jerusalem, das 2011 in Israel in hebräischer Sprache unter dem Titel Ḳizur Toldot Ha-Enoshut, hebräisch קיצור תולדות האנושות, erschien und seitdem in etwa 50 Sprachen übersetzt wurde. Der Autor behandelt Grundsatzfragen aus Anthropologie, Religionswissenschaft, Kulturtheorie und Geschichtsphilosophie in einem multidisziplinären Ansatz. In seiner Perspektive ist der Mensch zugleich Endpunkt der Evolution und Bedrohung des Ökosystems. Harari hat den Anspruch, nach dem Ende der liberalen Geschichtserzählung die Menschheitsgeschichte von ihren Anfängen bis zur heutigen Rolle des Menschen als „Beherrscher der Erde“ neu darzustellen. Feuilleton und Öffentlichkeit nahmen Hararis Buch weitgehend sehr positiv auf, so dass das Buch in vielen Ländern die Bestsellerlisten erreichte. Die wissenschaftliche Kritik stellte demgegenüber fest, dass das Buch zwar eine dramatische Erzählung, aber keine seriöse Zusammenfassung der Weltgeschichte darstellt und diverse Aspekte verfälscht wiedergibt.

## Hauptthesen
Wesentliche Thesen Hararis sind nach eigener Darstellung, dass der Mensch als einziges Lebewesen an Fiktionen glauben könne, zum Beispiel an Götter, Staaten, Geld und Menschenrechte. Im Verhältnis zur Natur sei der homo sapiens „ökologischer Serienmörder“. Im Bereich der Wirtschaft bezeichne Harari Geld als das universellste und pluralistischste System gegenseitigen Vertrauens, den Kapitalismus als erfolgreichste aller Religionen. Die industrielle Tierhaltung sei dabei wahrscheinlich das schlimmste Verbrechen der Geschichte.
Der Mensch sei heute weitaus mächtiger als seine Urahnen, aber kaum glücklicher. Seine Zukunftsprognose ist, dass der Mensch als Naturwesen bald verschwinden werde. „Mithilfe neuartiger Technologien wird sich Sapiens in wenigen Jahrhunderten oder Jahrzehnten zu einem völlig anderen Wesen verbessern und gottähnliche Qualitäten und Fähigkeiten besitzen. Die Geschichte begann, als die Menschen Götter erfanden, und sie wird enden, wenn die Menschen zu Göttern werden.“

## Entstehung
Harari beschloss 2008, ein Buch zu schreiben, das aus seiner Grundkursvorlesung für Weltgeschichte stammte. Den zwanzig Vorlesungsabschnitten entsprechen zwanzig Kapitel. Der Grundstudienkurs war 2003 von der Hebräische Universität eingeführt worden. Er verteilte die Skripte seiner Vorlesungen, damit die Studenten sich mehr auf das gesprochene Wort konzentrieren konnten. Als diese Skripte sich auch über den Kreis seiner Hörer verbreiteten, beschloss er, sie als Buch zu veröffentlichen.
Harari erwähnt Jared Diamonds Buch Guns, Germs and Steel (1997), als Anregung.

## Veröffentlichung
Die hebräische Originalausgabe wurde 2011 unter dem Titel Ḳizur Toldot Ha-Enoshut, hebräisch קיצור תולדות האנושות, publiziert. Die englische Übersetzung mit dem Titel Sapiens: A Brief History of Humankind kam 2014 auf den Markt. Die deutsche Übersetzung aus dem Englischen erstellte Jürgen Neubauer; sie erschien 2013 in der Deutschen Verlags-Anstalt. Das Buch wurde bis 2018 in knapp 50 Sprachen übersetzt und erreichte eine verkaufte Auflage von über zehn Millionen.
2020 erschien unter dem Titel Sapiens. Der Aufstieg eine Adaption in Gestalt einer großformatigen Graphic Novel. Ab 2022 erscheint im Verlag dtv die auf vier Teile angelegte Kindersachbuchreihe Unstoppable us, die in der Übersetzung von Birgit Niehaus und mit Illustrationen von Ricard Zaplana Ruiz die Inhalte des Sachbuchs erzählerisch für Kinder ab etwa 10 Jahren aufbereitet.

## Zusammenfassung
Menschenähnliche Wesen gab es bereits vor 2,5 Mio. Jahren. Innerhalb der Familie der Primaten entwickelte sich vor ca. 150.000 Jahren in Ostafrika die heutige Art des Homo sapiens. Es gab mindestens fünf andere Ausprägungen derselben Unterfamilie Homininae, wie zum Beispiel den Neandertaler, die jedoch alle nicht überlebt haben. Im Vergleich zu Tieren sind alle Menschenarten durch den aufrechten Gang und ein vergleichsweise großes Gehirn gekennzeichnet. Das Gehirn ist mit 25 % des Gesamtbedarfs ein großer Energiefresser. Durch die Nutzbarmachung des Feuers und das Kochen von Nahrungsmitteln konnte der Mensch, der als Jäger und Sammler lebte, den Aufwand zur Energieaufnahme erheblich reduzieren.
Harari unterteilt die Geschichte der Menschheit in vier Phasen, die er Revolutionen nennt:
1. die kognitive Revolution (ab ca. 70.000 v. Chr.)
2. die landwirtschaftliche Revolution (ab ca. 10.000 v. Chr.)
3. die Vereinigung der Menschheit (ab ca. 800 v. Chr.)
4. die wissenschaftliche Revolution (ab ca. 1500 n. Chr.)

### Die kognitive Revolution
Lernfähigkeit, Gedächtnis und kommunikative Kompetenz bezeichnet Harari als die kognitiven Fähigkeiten, die sich ab ca. 70.000 Jahren v. Chr. beim Homo sapiens in Verbindung mit „erstaunlichen Leistungen“ entwickelt haben. Es begann der Aufbau komplexer Strukturen, die wir heute Kulturen nennen. Der Mensch begann seinen Lebensraum auszudehnen, zuerst in den Nahen Osten und dann in den gesamten Eurasischen Raum, später auf dem Seeweg auch nach Australien sowie Ozeanien. Die ersten Gegenstände, die man als Kunst und Schmuck bezeichnen kann, stammen aus dieser Zeit. Mit Hilfe von Sprache entwickelte er Legenden, Mythen, Werte, Normen, Wissen, Religionen und andere Fantasieprodukte, die die Grundlage waren, um Kollektive und sonstige Formen der Zusammengehörigkeit zu entwickeln und zu festigen. Dieser Prozess ermöglicht effektive Organisationsformen, um gemeinsam komplexe Handlungen erfolgreich zu vollziehen. Er ist die Grundlage für ein geregeltes Sozialverhalten und für die Dominanz des Homo sapiens im Ökosystem. Im Laufe der Zeit verdrängte der Homo sapiens alle anderen Menschenarten, wobei die Wissenschaft die Einzelheiten dieses Prozesses, der vor ca. 50.000 Jahren endete, noch nicht abschließend geklärt hat. Bei der Ausdehnung seines Lebensraums verursachte der Jäger und Sammler ein großes Artensterben insbesondere in der Tierwelt (Quartäre Aussterbewelle). Schon damals hielt der Homo sapiens den traurigen Rekord als dasjenige Lebewesen, welches das Aussterben der meisten Tier- und Pflanzenarten verantwortet.

### Die landwirtschaftliche Revolution
Als Folge einer regional steigenden Zahl an Menschen wurde der Homo sapiens sesshaft und begann mit Ackerbau, er domestizierte Wildtiere und betrieb Viehzucht (Neolithische Revolution). Es wurden feste Siedlungen errichtet. So konnten mehr Menschen ernährt werden, die Nachteile waren eine ungewohnt harte Arbeit, eine weniger variantenreiche Ernährung, eine regional höhere Bevölkerungsdichte, die Zunahme von Krankheiten sowie der Drang nach Wohlstand („Luxusfalle“). Für die zu Haustieren domestizierten Tiere bewertet Harari die landwirtschaftliche Revolution als eine schreckliche Katastrophe. Wegen der jahreszeitlichen und klimatischen Unsicherheiten eines bäuerlichen Lebens entwickelte der Mensch die Vorratshaltung. Besitz führte allerdings bei Dritten zu Begehrlichkeiten. Es bildete sich ein System von Herrschern und Eliten, um die Bauern zu schützen oder auszurauben. Die Eliten häuften Reichtümer an und bildeten Herrschaftsbereiche. Sie festigten ihre Systeme durch kulturelle oder religiöse Ordnungen, an die alle glaubten (wie zum Beispiel Monarchie). Zur besseren Organisation des Zusammenlebens entwickelte der Mensch Hilfsmittel wie Zahlensysteme und Schrift, und es entstanden hierarchische Strukturen.

### Die Vereinigung der Menschheit
Als Vereinigung der Menschheit bezeichnet Harari einen Prozess, bei dem einzelne Kulturen andere Kulturen ganz oder teilweise vereinnahmen. Er sieht auch darin eine Revolution. Grundlage dieses Prozesses sind nach seinen Worten die Ordnung des Geldes, der Imperien und der Weltreligionen. Gemeint sind Händler, Eroberer und Propheten. Geld hat den Handel gegenüber der Tauschwirtschaft wesentlich effizienter gemacht, es erleichtert die Aufbewahrung von Vermögen und es ermöglicht den Transport von materiellen Werten. Harari bezeichnet Geld als ein Fantasieprodukt: „Vertrauen ist der Rohstoff, aus dem Münzen geprägt sind.“ Imperien vereinigen unterschiedliche Kulturen unter einem Dach und schaffen dabei eine eigene dominierende Kultur, die sich auch nach einem Untergang des Imperiums weiterentwickelt. Religion ist die dritte große Kraft, die zur Einigung der Menschheit beitrug. Sie nimmt Bezug auf eine übermenschliche Ordnung und gibt in Form von einheitlichen Werten und Normen einer Ordnung ein stabiles Fundament.

### Die wissenschaftliche Revolution
Vor rund 500 Jahren begann die wissenschaftliche Revolution, deren Dynamik in den letzten 200 Jahren weiter zugenommen hat. Der Mensch erkannte, dass man durch Forschung und neue Technologien zu Macht, Ruhm und Reichtum kommen kann. Treiber dieser Entwicklung waren der Imperialismus und die Entstehung des Kapitalismus. Beides hat seinen Ursprung zunächst in Europa und später auch Nordamerika sowie den dortigen Regierungen und Unternehmen. Es entstanden Finanzmärkte, die im Vertrauen auf gewinnbringende Wachstumsaussichten die wirtschaftliche Entwicklung beschleunigten. Durch medizinischen Fortschritt erhöhte sich die Lebenserwartung. Die Zahl der Menschen auf unserem Planeten stieg im Zuge der wissenschaftlichen Revolution von ca. 500 Millionen im 16. Jahrhundert auf über 7,5 Milliarden. Die Industrialisierung der Wirtschaft löste das Problem des Mangels, was zur heutigen Ethik des Konsums führte. Die Folgen sind Umweltzerstörung, die Auflösung des Familienverbunds, ein steigender Einfluss des Staats auf das Individuum und das Entstehen von „erfundenen“ Gemeinschaften (zum Beispiel Nationen oder Fanclubs). Das Ende des Imperialismus, der atomare Frieden, eine erhebliche Steigerung des materiellen Wohlstands und medizinischer Fortschritt prägen die Gegenwart. Harari geht der Frage nach, ob der Mensch heute glücklicher ist, und stellt dar, dass Glück von unseren von der Biochemie beeinflussten subjektiven Empfindungen, unserem Lebenssinn oder der Abwesenheit von subjektiven Empfindungen und einem Lebenssinn abhängig sei. Mit großer Sorge sieht Harari die Bio- und die Cyborgtechnik zur Entwicklung von nicht-organischem Leben, da sie anstelle der natürlichen Auslese das intelligente Design von gottgleichen Lebewesen stellen könnte, ohne dass der Mensch einen Plan hätte, was er werden will oder, paradox ausgedrückt, wollen will.

## Rezeption und Kritik
Das Buch gelangte in vielen Ländern auf die Bestsellerlisten. In Israel war es 100 Wochen bei den Sachbüchern auf Platz 1. Vom Feuilleton wurde es überwiegend positiv aufgenommen, während Wissenschaftler in ihren Stellungnahmen zu einem differenzierteren und überwiegend negativen Ergebnis kamen. Barack Obama verglich das Buch 2016 in einem Interview mit CNN mit seinem Besuch der Pyramiden von Gizeh.

### Allgemeine Aufnahme
„Das Thema ist trotz seiner hohen Faktendichte unterhaltsam aufbereitet, was vor allem an der klaren Gliederung sowie der sprachlich brillanten Darstellung liegt. Es räumt mit Vorurteilen auf und eröffnet neue Perspektiven. Etwas zu kurz kommt das Neuzeit-Kapitel…“

“Much of Sapiens is extremely interesting, and it is often well expressed. As one reads on, however, the attractive features of the book are
overwhelmed by carelessness, exaggeration and sensationalism.”

„Vieles in dem Buch ist hochinteressant und wird oft gut formuliert. Wenn man jedoch weiter liest, zeigen wesentliche Teile zu
viele Nachlässigkeiten, Übertreibungen und Zeichen von Sensationsgier.“

“Harari’s book is important reading for serious-minded, self-reflective sapiens.”

„Hararis Buch ist ein wichtiger Lesestoff für den aufgeschlossenen, nachdenklichen Homo sapiens.“

### Wissenschaftliche Analyse
Infotainment

“… whenever his facts are broadly correct they are not new, and whenever he tries to strike out on his own he often gets things wrong, sometimes seriously. So we should not judge Sapiens as a serious contribution to knowledge but as 'infotainment', … a wild intellectual ride across the landscape of history, dotted with sensational displays of speculation, and ending with blood-curdling predictions about human destiny.”

„Wo seine Informationen einigermaßen korrekt sind, sind sie nicht neu, und immer wenn er eigene Beiträge zu leisten versucht, versteht er Sachverhalte falsch, teils grundfalsch. Daher sollten wir ‚Sapiens‘ nicht als ernsthaften Beitrag zum Wissen verstehen, sondern als ‚Infotainment‘, … einen wilden geistigen Ritt durch die Geschichte, mit aufsehenerregend zur Schau gestellten Spekulationen gespickt und in furchteinflößenden Voraussagen über das Schicksal der Menschheit endend.“

Dramaturgie

„Ich weiß nicht, ob Harari so unwissend oder ob er so manipulativ war, dass er diese leicht überprüfbaren Tatsachen in ihr Gegenteil verkehrte. Fakt ist jedoch, dass es für ihn einige dramaturgische Vorteile mit sich brachte, den evolutionären Humanismus kontrafaktisch mit Hitler und den sozialistischen Humanismus kontrafaktisch mit Stalin zu verbinden. Denn ohne diesen Kniff hätte die Geschichte, die Harari seinen Leserinnen und Lesern verkaufen wollte, nämlich die Geschichte vom nahenden Untergang des Humanismus, gar nicht funktioniert.“

Marketing

„Aus Hararis Menschheitsgeschichte spricht beispielweise [sic] eine Forderung, die von vielen Entscheidungsträgern aus Politik, Wirtschaft und Industrie seit den achtziger und neunziger Jahren propagiert wird: marktgesteuerte, industrienahe und zukunftsorientierte Formen der Wissensproduktion als Goldstandard zu etablieren. […] So betrachtet ist Sapiens in gewisser Hinsicht wirklich visionär, aber nicht weil es uns stichhaltige Indizien an die Hand gäbe, wie die Geschichte der Menschheit aussah. Es verkörpert vielmehr einen neuen Modus von Geisteswissenschaft zwischen Buchmarkt, TED-Talks, Social Media, Start-up-Kultur, Universität und Forschungsevaluation. […] Man kann Sapiens damit auch als Bauanleitung für eine mögliche Zukunft der historischen Geisteswissenschaften betrachten – für manche wohl eher eine dystopische Zeitreise: Der Historiker wird zum Unternehmer.“

Reduktionismus

„Geist ist für Harari in seinen ersten beiden Büchern etwas, das entsorgt werden sollte, zusammen mit Seele und Gott. Doch nun zeichnet sich ein Ernstnehmen von geistig-seelischen Phänomenen ab. Gleichwohl betrachtet Harari die Inhalte des Bewusstseinsflusses nach wie vor als reine Informationen und unterstellt, dass wir letztlich doch nur informationsverarbeitende Maschinen seien, die besser von maschinellen Algorithmen «gesteuert» werden sollten.
Damit verkennt Yuval Noah Hararis Anthropologie weiterhin das Entscheidende an den Bewusstseinsphänomenen: die Betroffenheit. Zwar stellt er nun fest, dass Leiden – eine subjektive Realität – die eigentlich wirkliche Realität sei: «The most real thing in the world is suffering.» Kann man sich nach einem solchen Satz noch zum Menschheitsprojekt der Abschaffung des Leidens bekennen?“

## Comic
2020 erschien eine Comicversion des Buches. Das Skript verfassten Harari und der belgische Autor David Vandermeulen, die Zeichnungen stammen von dem französischen Zeichner Daniel Casanave.